# 东阳渡街道
东阳渡街道，原为东阳渡镇，是中华人民共和国湖南省衡陽市珠晖区下辖的一个乡镇级行政单位。2015年11月18日，东阳渡镇、新湘街道合并设立东阳渡街道。

## 行政区划
东阳渡街道下辖以下地区：
东阳社区、周家坳社区、红星村、人民村、太山村、松山村、金塘村、新龙头村、新塘村、东风村、栗塘村、高山村、曙光村、南陂村、荷塘村、光耀村、兴湘村、坪田村、新田村、兴隆村、沿江村、东阳村、果林场村和金龙鱼场村。

## 交通
- 京广铁路：周家坳站